# Râul Poienari, Prahova
Râul Poienari este un curs de apă, afluent al râului Prahova

## Hărți
- Harta județului Prahova